# Mateusz Kusznierewicz

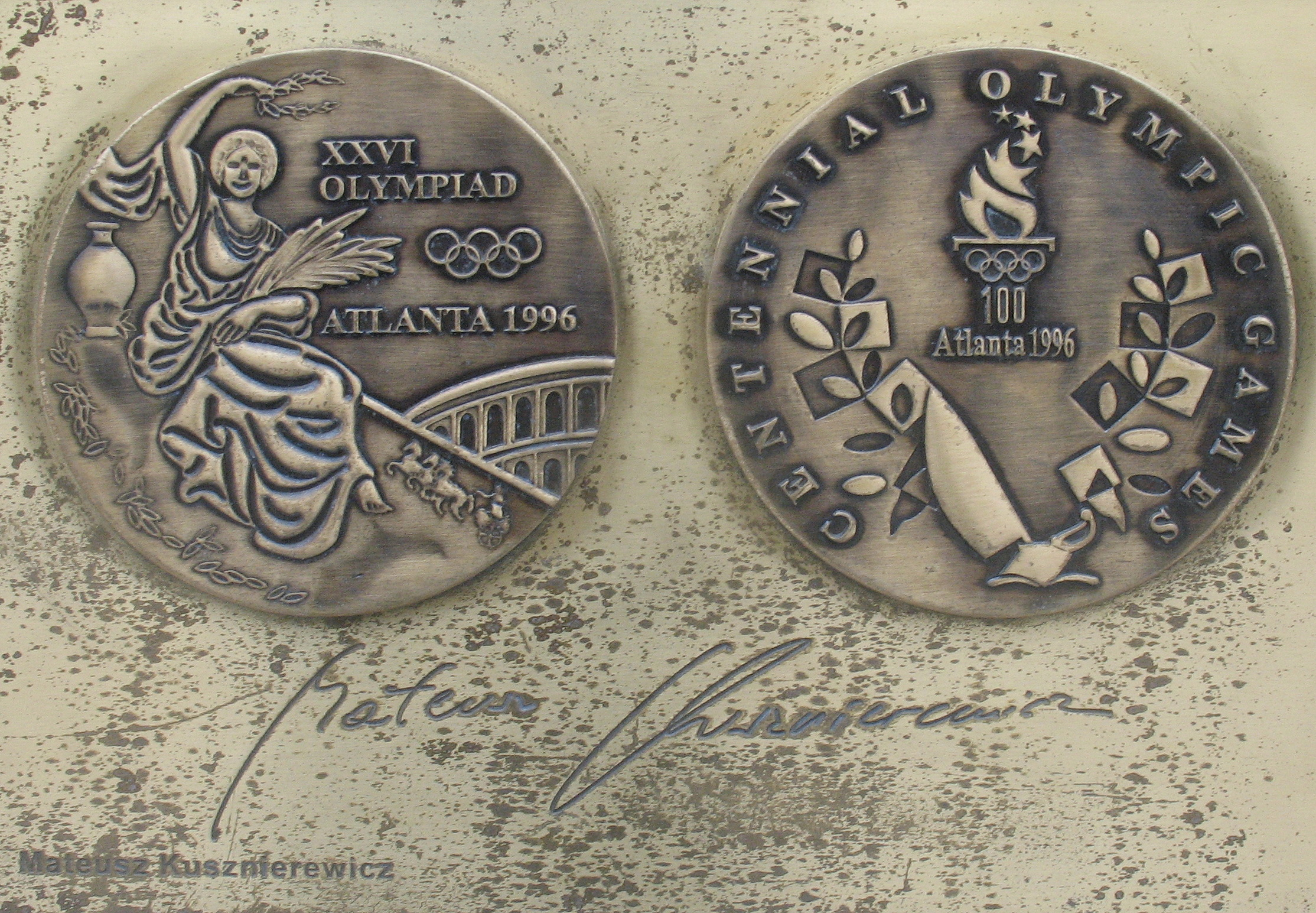
Kopia medalu i autografu Mateusza Kusznierewicza w Alei Gwiazd Sportu w Dziwnowie

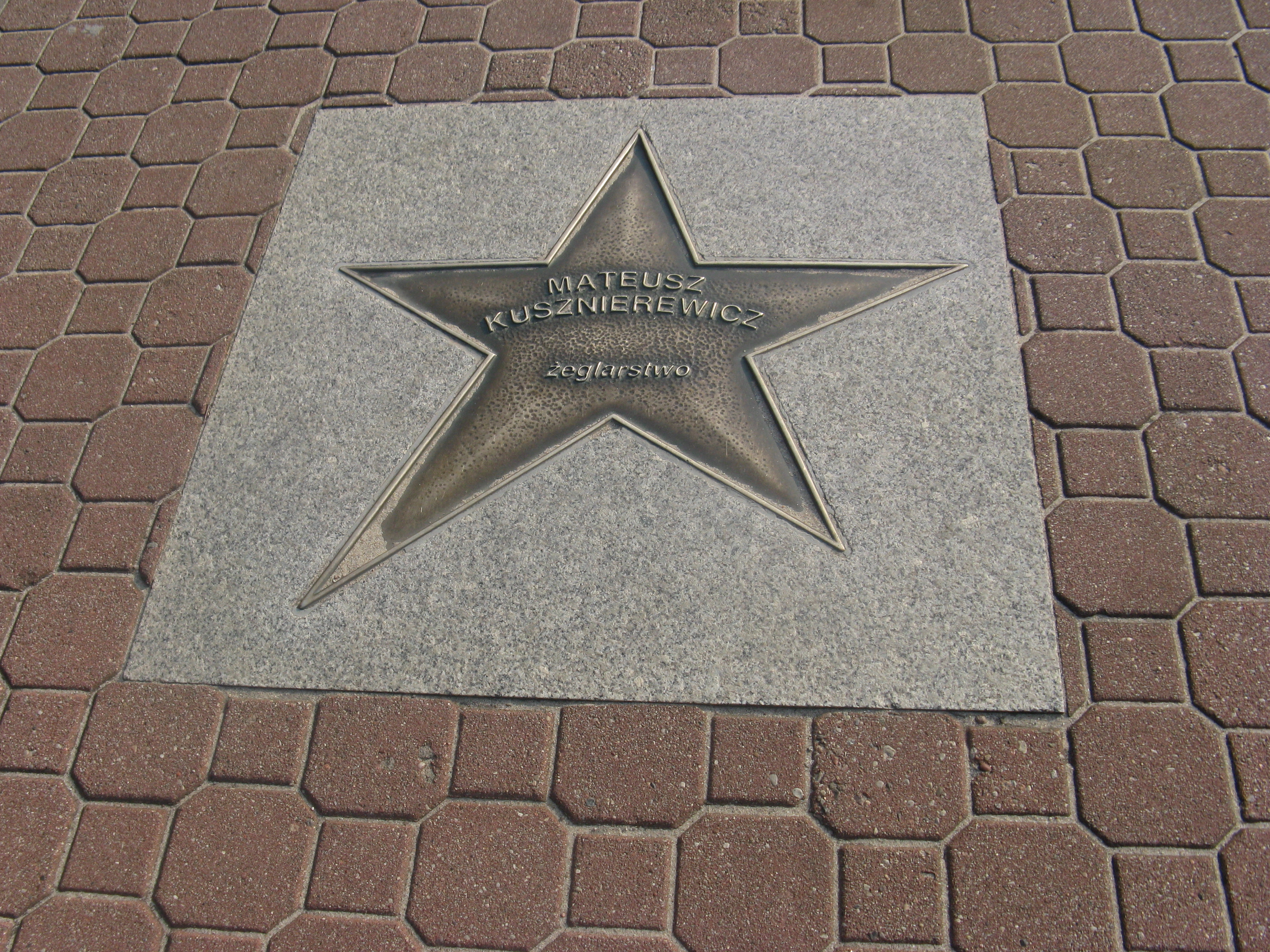
Gwiazda w Alei Gwiazd Sportu we Władysławowie

Mateusz Andrzej Kusznierewicz (ur. 29 kwietnia 1975 w Warszawie) – polski żeglarz sportowy, mistrz olimpijski i mistrz świata.
Dwukrotny medalista olimpijski, dwukrotny indywidualny mistrz świata w klasie Finn oraz w klasie Star, pięciokrotny indywidualny mistrz Europy (również jako junior), wielokrotny zdobywca mistrzostw Polski.

## Życiorys
Największe sukcesy odnosił w klasie Finn. To w niej zdobył dwa medale olimpijskie: złoty w Atlancie (1996) oraz brązowy w Atenach (2004), był indywidualnym mistrzem świata (1998, 2000), wicemistrzem świata (1999, 2001, 2002) oraz mistrzem Europy (2000, 2004). Ponad trzydzieści razy triumfował w regatach z cyklu Pucharu Świata. Z powodzeniem startował także w klasie Star. Wraz z Dominikiem Życkim w 2008 sięgnął po tytuł mistrza świata, a także mistrza Europy (2012). Krajowy multimedalista, dziesięciokrotny mistrz Polski w klasie Finn, trzykrotny w klasie Star. Reprezentował klub YKP Warszawa i Gdański Klub Żeglarski.
Zaczął uprawiać żeglarstwo w wieku 9 lat (jego pierwszym jachtem był Optimist) w Yacht Klubie Polski w Warszawie. Pierwszym jego znaczącym sukcesem na arenie międzynarodowej było mistrzostwo świata juniorów w klasie OK-Dinghy (1990). W 1992 rozpoczął starty w klasie Finn, a od 2005 rywalizował w klasie Star. Uczęszczał m.in. do VIII Liceum Ogólnokształcącego im. Władysława IV w Warszawie.
Po igrzyskach olimpijskich w Londynie w 2012 zakończył karierę olimpijską, nie rezygnując zupełnie ze sportu. Pod koniec 2013 roku z powodzeniem wystartował m.in. w prestiżowych regatach Star Sailors League – wraz z Dominikiem Życkim sięgnął po srebrny medal. W 2019 wraz z Brazylijczykiem Bruno Pradą po raz drugi został mistrzem świata w klasie Star. W 2021 zajęli na MŚ 5. miejsce.
Zaangażowany w działalność społeczną i biznesową. W lipcu 2009 został mianowany przez prezydenta Pawła Adamowicza Ambasadorem Miasta Gdańsk do Spraw Morskich. W kwietniu 2013 został powołany na stanowisko prezesa Fundacji Gdańskiej. Wśród jego inicjatyw znajduje się wiele imprez promujących sport i żeglarstwo, m.in. realizowany w Gdańsku Program Edukacji Morskiej oraz żeglarski Wyścig o Bursztynowy Puchar Neptuna. Jest także komandorem corocznego Zlotu Żaglowców Baltic Sail – największej międzynarodowej imprezy żeglarskiej Gdańska. Założyciel Fundacji Navigare, realizującej m.in. programy Rozwijamy Talenty i Spełniamy Marzenia. W ramach działalności biznesowej prowadzi m.in. firmę szkoleniową Kurs na Sukces, działalność turystyczną pod marką Akademia Kusznierewicza oraz wydaje magazyn pod własnym nazwiskiem.
W 2014 rozpoczął działalność w branży nowych technologii. Jest autorem Zoom.me – autorskiego projektu cyfrowej ramki do zdjęć. Jest także współinwestorem firmy Eventory.
Miłośnik gry w golfa. W listopadzie 2013 uhonorowany Nagrodą 20-lecia Polskiego Związku Golfa, jako ambasador tej dyscypliny w Polsce.
Był członkiem honorowego komitetu poparcia Bronisława Komorowskiego przed wyborami prezydenckimi w 2015 oraz ambasadorem zorganizowanych w Krakowie Światowych Dni Młodzieży 2016.
Prowadzi kanał na YouTube, „Power Walk - podcast w ruchu o zdrowiu”.

## Życie prywatne
Ojciec Kusznierewicza urodził się w 1945 roku w Wilnie. Jego dziadek był dziennikarzem. W latach 90. ożenił się z Agnieszką Guzy, z którą rozwiódł się w 2007. Od 2010 żonaty z Izabelą, z którą ma córkę Nataszę (ur. 2010) i syna Maxa (ur. 2013).

## Sukcesy

### klasaOK Dinghy
- 4. miejsce mistrzostwa świata 1992 (najlepszy z juniorów)
- 2. miejsce mistrzostwa Świata 1993 (najlepszy z juniorów)
- 2. miejsce mistrzostwa Świata 1994 (najlepszy z juniorów)
- 1. miejsce mistrzostwa Europy 1994 (najlepszy z juniorów)

### klasaFinn
1993–1995
- 4. miejsce mistrzostwa Europy juniorów 1993
- 1. miejsce mistrzostwa Polski 1993
- 2. miejsce mistrzostwa Polski 1994
- 1. miejsce mistrzostwa Europy juniorów 1995
- 1. miejsce mistrzostwa Polski 1995

1996–1998
- 2. miejsce mistrzostwa Europy 1996
- 1. miejsce mistrzostwa Europy juniorów 1996
- 1. miejsce igrzyska olimpijskie w Atlancie 1996
- 1. miejsce mistrzostwa Polski 1996
- 8. miejsce mistrzostwa świata 1997
- 6. miejsce mistrzostwa Europy 1997
- 1. miejsce mistrzostwa Polski 1997
- 1. miejsce mistrzostwa świata 1998
- 5. miejsce mistrzostwa Europy 1998
- 1. miejsce międzynarodowe mistrzostwa Australii 1998
- 1. miejsce mistrzostwa Polski 1998

1999–2001
- 2. miejsce mistrzostwa świata 1999
- 2. miejsce mistrzostwa Europy 1999
- 1. miejsce mistrzostwa Polski 1999
- 4. miejsce igrzyska olimpijskie w Sydney 2000
- 1. miejsce mistrzostwa świata 2000
- 1. miejsce mistrzostwa Europy 2000
- 2. miejsce międzynarodowe mistrzostwa Nowej Zelandii 2000
- 1. miejsce mistrzostwa Polski 2000
- 2. miejsce mistrzostwa świata 2001
- 7. miejsce mistrzostwa Europy 2001
- 1. miejsce mistrzostwa Polski 2001

2002–2004
- 2. miejsce mistrzostwa świata 2002
- 1. miejsce mistrzostwa Polski 2002
- 6. miejsce mistrzostwa świata 2003
- 2. miejsce mistrzostwa Europy 2003
- 1. miejsce mistrzostwa Polski 2003
- 3. miejsce igrzyska olimpijskie w Atenach 2004
- 4. miejsce mistrzostwa świata 2004
- 1. miejsce mistrzostwa Europy 2004

### klasaStar
2007–2009
- 3. miejsce Bacardi Cup 2007 (z Dominikiem Życkim)
- 6. miejsce mistrzostwa świata 2007 (z Dominikiem Życkim)
- 6. miejsce otwarte mistrzostwa Europy 2007 (z Tomaszem Holcem)
- 2. miejsce otwarte mistrzostwa Rio de Janeiro 2007 (z Dominikiem Życkim)
- 4. miejsce Bacardi Cup 2008 (z Dominikiem Życkim)
- 1. miejsce mistrzostwa świata 2008 (z Dominikiem Życkim)
- 4. miejsce igrzyska olimpijskie w Pekinie 2008 (z Dominikiem Życkim)
- 7. miejsce mistrzostwa świata 2009 (z Dominikiem Życkim)
- 1. miejsce mistrzostwa Polski 2009 (z Dominikiem Życkim)

2010–2012
- 6. miejsce otwarte mistrzostwa Europy 2010 (z Dominikiem Życkim) – 2. miejsce w klasyfikacji załóg z Europy
- 1. miejsce mistrzostwa Polski 2010 (z Dominikiem Życkim)
- 2. miejsce otwarte mistrzostwa Europy 2011 (z Dominikiem Życkim)
- 1. miejsce mistrzostwa Polski 2011 (z Dominikiem Życkim)
- 4. miejsce regaty europejskie obchodów stulecia klasy Star – 'Centennial Celebration Europe' 2011 (z Dominikiem Życkim)
- 4. miejsce mistrzostwa świata 2011 (z Dominikiem Życkim)
- 1. miejsce otwarte mistrzostwa Europy 2012 (z Dominikiem Życkim)
- 10. miejsce mistrzostwa świata 2012 (z Dominikiem Życkim)
- 8. miejsce igrzyska olimpijskie w Londynie 2012 (z Dominikiem Życkim)[13]

2019–2021
- 1. miejsce mistrzostwa świata 2019 (z Bruno Pradą)
- 5. miejsce mistrzostwa świata 2021 (z Bruno Pradą)

## Odznaczenia i wyróżnienia
- 1996 – Krzyż Kawalerski Orderu Odrodzenia Polski[14]
- 1999 – tytuł Żeglarz Roku (World Sailor Of The Year) przez Międzynarodową Federację Żeglarską[15]
- 2004 – Krzyż Oficerski Orderu Odrodzenia Polski[16]

Do tytułu Żeglarza Roku był nominowany także w 1996 i 1998. W 1999 otrzymał go jako jedyny Polak.